# Johann Kropfgans
Johann Kropfgans (* 14. Oktober 1708 in Breslau; † nach 1769 vermutlich in Leipzig) war ein deutscher Lautenist und Komponist. Seine Schwester war die Lautenistin Johanna Leonore (* 1710; † um 1770).

## Leben
Kropfgans erhielt den ersten Lautenunterricht vermutlich von seinem Vater. Kurz nach 1735 wurde er Mitglied der Privatkapelle des Heinrich Adolph von Brühl in Dresden und Schüler von Silvius Leopold  Weiss. 1763 ging er nach Leipzig und spielte dort – nachweislich bis 1769 – in Johann  Adam  Hillers Großen Konzerten. 
Kropfgans zählt zu den bedeutendsten Lautenisten des 18. Jahrhunderts.

## Werke
Überliefert sind verschiedene Sonaten, Divertimenti und Trios. Zu seinen Lebzeiten erschien im Druck nur die III Sonates pour le Lut op. 1. 